# Aureopteryx argentistriata
Aureopteryx argentistriata är en fjärilsart som beskrevs av George Francis Hampson 1917. Aureopteryx argentistriata ingår i släktet Aureopteryx och familjen Crambidae. Inga underarter finns listade i Catalogue of Life.